# Peucobius piceus
Peucobius piceus là một loài tò vò trong họ Ichneumonidae.